# Günther Meinhardt
Günther Meinhardt (* 22. Januar 1925 in Blankenburg am Harz; † 17. September 1999 in Göttingen) war Numismatiker und Kulturhistoriker mit dem Schwerpunkt Südniedersachsen.

## Leben und Wirken
Nach dem Abitur in Blankenburg am Harz 1943 begann Günther Meinhardt ein Geschichtsstudium an der Universität Göttingen u. a. bei Wilhelm Jesse und Karl Brandi. Er wurde dann Offizier der Wehrmacht und erlitt in den letzten Tagen des Zweiten Weltkriegs in Italien eine schwere Kriegsverletzung, durch die er ein Bein verlor. Versteifungen an Arm und Schulter behinderten seine künftige Schreibarbeit. Nach Kriegsende studierte er an der Universität Halle Pädagogik und wurde Volksschullehrer. Aufgrund von Differenzen bezüglich des Religionsunterrichts verließ er die DDR und setzte sein Studium ab Sommersemester 1950 an der Universität Göttingen in Numismatik mit den Nebenfächern Neuere und Mittlere Geschichte (bei Percy Schramm) sowie Völkerkunde fort und promovierte 1958 mit einer Arbeit über Die Münz- und Geldgeschichte des Herzogtums Preußen, 1569–1701 zum Dr. phil.
Sodann begann Günther Meinhardt mit seinem Werk als selbständiger Historiker. Sein Hauptinteresse galt der Kultur- und Alltagsgeschichte; der Schwerpunkt seiner Arbeiten lag in Südniedersachsen, wo er als Auftragsarbeiten eine Vielzahl von „stark archivgestützten“ Büchern, wie Ortschroniken, Kirchen- und Vereinsgeschichten schrieb. Nach Ansicht von Arnd Krüger gehörte Meinhardt „mit über 40 Monographien, 60 wissenschaftlichen Aufsätzen und über 1500 Zeitungsartikeln zu den profiliertesten deutschen wissenschaftlichen Schriftstellern, hat jedoch nie eine Hochschulkarriere gemacht“.
Seine gesammelten Münzen und Medaillen mit einer numismatischen Fachbibliothek sind in die Dr.-Günther-Meinhardt-Stiftung eingegangen.
Meinhardt lebte seit 1972 in Waake bei Göttingen, wo er auch beigesetzt wurde. Er war Mitglied im Göttinger Arbeitskreis. Seit 1969 war er Mitglied der Historischen Kommission für ost- und westpreußische Landesforschung. Zeitweise leitete Meinhardt die Prussia Gesellschaft.

## Auszeichnungen
- 1989: Bayerischer Verdienstorden[5]
- Internationaler Buchpreis für Geschichte und Landeskunde[3]
- Dr.-Bernhard-Zimmermann-Preis für Sportgeschichte[3][12]